# SurREvival
SurREvival – album zespołu Quidam wydany w 2005 roku nakładem wytwórni Rock-Serwis.

## Lista utworów
Opracowano na podstawie materiału źródłowego.
| 1. | Airing                | 2:25  |
|    |                       |       |
| 2. | Hands Off             | 9:25  |
|    |                       |       |
| 3. | Not So Close          | 6:22  |
|    |                       |       |
| 4. | The Fifth Season      | 9:45  |
|    |                       |       |
| 5. | surREvival            | 5:13  |
|    |                       |       |
| 6. | Queen Of Moulin Rouge | 8:24  |
|    |                       |       |
| 7. | Everything`s Ended    | 13:14 |
|    |                       |       |
|    |                       | 54:48 |
|    |                       |       |

## Twórcy
Opracowano na podstawie materiału źródłowego.
- Zbigniew Florek – producent, instrumenty klawiszowe
- Bartosz Kossowicz – wokal prowadzący, wokal wspierający
- Maciej Meller – producent, gitara
- Maciej Wróblewski – perkusja, instrumenty perkusyjne
- Jacek Zasada – flet
- Mariusz Ziółkowski – gitara basowa
- Robert "Myca" Kowalski – wokal wspierający
- Paweł Molenda – scratch
- Grzegorz Nadolny – kontrabas